# カリスマ運動
カリスマ運動（カリスマうんどう、英: Charismatic Movement）とは、聖霊の満たしには異言のしるしがともなうというペンテコステ運動が一部の伝統派（メインライン「聖公会やローマ・カトリック」などエキュメニカル派）の教会にも受容されたことにより、教派を超えて、聖霊のしるしを強く求め、使徒行伝に記述された初代教会のように異言を口にする祈り方（うめき声の祈り方）をしたり、癒やしの奇跡など聖霊の賜物が強く現れることを期待する意識を拡大しようとする積極的な働きかけ、及びそのような運動のことをいう。
多くの保守的な福音派と、エキュメニカル派からは、受け入れられなかった。

## カリスマの由来
なお、「カリスマ」（希: χαρισμα）とは、ギリシャ語の「カリス」（希: χαρισ - （神の）恵み→（霊的な）賜物）に由来している。

## ペンテコステ運動との違い
ペンテコステ運動は、その活動の結果として生じた信徒を守り、宣教の働きを継続するために「教会・教団」の結成したのに対して、カリスマ運動は聖霊体験を持った教職、信徒が、それぞれの教会にとどまり、それぞれの教会の教理を信じながら参加して、組織化された既存の教会の刷新をめざす運動である。ペンテコステ運動とは異なり、世界では聖公会、ルーテル派、バプテスト派、メノナイト派、改革派など福音派・非福音派の枠を越えて、カトリックまで広がっている運動である。日本でも、福音派の諸教会、単立教会、日本基督教団等の伝統的教派、さらにはローマ・カトリックにも影響が及んだ。
アッセンブリーズ・オブ・ゴッド教団、ペンテコスタル・ホーリネス、チャーチ・オブ・ゴッド教団などを生み出した従来のペンテコステ運動と区別して、「近代ペンテコステ運動」や「カリスマ的刷新」または「新ペンテコステ運動」（ネオ・ペンテコステ）と呼ぶこともある。ペンテコステ運動の「聖霊の第一の波」に対して、「聖霊の第二の波」とも言われる。さらに、1980年代になると福音派で「聖霊の第三の波」と呼ばれる聖霊運動が起こった。
また近年、カリスマ運動は、ペンテコステ運動の特質としての「聖霊のバプテスマ」に伴う異言を必須の要素としない人々も受け入れるようになっている。その意味でも、ペンテコステ運動からは離れた運動になっている。
また、ペンテコステ派がカリスマ運動から距離を置いた理由の一つに飲酒喫煙に対する態度があると言われる。聖め（ホーリネス）を強調するペンテコステ派は、同性愛、姦淫、窃盗、嘘と共に飲酒、喫煙も非難する傾向があったが、エキュメニカル派からカリスマ運動に参加した教派の人々は、飲酒喫煙に抵抗が無かった。

## カリスマ運動の起こり
1960年4月3日、米国聖公会の司祭デニス・ベネットは、主日の礼拝説教で、異言を伴う聖霊のバプテスマを受けたと語り、辞職することになった。自由主義神学の立場であったベネットは、聖霊のバプテスマを受けてから、聖書を読み、祈る人に変えられたという。2600人もの会員を有する聖公会の司祭が聖霊カリスマ体験で追い出された事件は、一般誌のタイムやニューズウィークでも報道された。ベネットは、カリフォルニア州の大教会から、シアトルの崩れかけた教会の司祭として赴任、その教会は急成長し聖ルカ監督派教会(St. Luke's Episcopal Church)となり、カリスマ派の拠点となった。

## カリスマ運動の拡大
この運動の推進力となっている組織の一つに1953年にアメリカでデモス・シャカリアンを会長として創設された「国際全福音実業家親交会（略：FGBMFI）」がある。この会は超教派の朝食祈祷会、夕食祈祷会を世界各地で開催し、着実に成長を続けている。その会では、「全福音(Full Gospel)」を提唱し。イエス・キリストを救い主、聖霊のバプテスマの授与者、いやし主、来るべき王（再臨）として強調している。同会は結成以来、機関誌「ヴォイス（Voice）」を発行している。アメリカ、カナダ、オランダ、スイス、香港、南アフリカなどに会員を広げ、一般信徒による宣教活動を展開している。1960年代からテレビなどのメディアを通じて一般に紹介されている。1961年には、ジーン・ストー夫人による機関誌「トリニティ」が発行されカリスマ運動を紹介している。英国では、機関誌「ロゴス・ジャーナル」が隔月で発行されている。

## エキュメニカル派におけるカリスマ運動
エキュメニカル派の三人の神学者により世界教会協議会（WCC）に浸透した。その神学者は南インド教会主教レズリー・ニューヒギン、プリンストン神学校校長ジョン・マッケイ（John A. Mackay）、ユニオン神学校のヘンリー・ヴァン・デューセンである。

## カトリックにおけるカリスマ運動
現在ローマ・カトリックはローマ教皇ヨハネ23世の祈りを引用して、「新しき聖霊降臨として、今おんみの奇跡を更新し給わんことを」と祈る。教皇パウロ6世の「教会は、永遠につづくペンテコステを必要としている」という言葉も引用される。カトリックでは、カリスマ運動を「カトリック・カリスマ刷新（カリスマティック・リニューアル）」と呼ぶ。カトリック・カリスマ刷新は1967年ペンシルベニア州デュケイン大学からはじまった。カトリックカリスマ刷新はプロテスタントのペンテコステ派とカリスマ運動の影響を受けてはいるが、教義的にはプロテスタントのカリスマ運動の概念とは異なる。カリスマ運動のように「聖霊のバプテスマ」を新しい体験として考えるのではなく、秘跡（サクラメント）において受けたバプテスマの「実際化」であり、恵みの「確認」であるとする。

## 日本におけるカリスマ運動
日本には1960年代から1970年代にかけて入ってきた。カリスマ運動は福音派を含め諸教派に大きな影響を与えた。カリスマ運動に積極的に参加した人々と、否定的な評価をした人との間に深刻な対立が生まれ、教会分裂や教派からの離脱が起きた。エキュメニカル派では1970年代にローマ・カトリック初台教会でカリスマ刷新の集会が行われた。1998年2月には、日本基督教団カリスマ派の神学者手束正昭らが聖霊刷新協議会を発足させた。手束は「カリスマ運動こそネストリウス派の再興である」と述べた。

## カリスマ運動の著名な人物
- デニス・ベネット
- マーリン・キャロザース
- 手束正昭